# رافائل آلکساندریان
رافائل آرامی آلکساندریان (ارمنی: Ռաֆայել Արամի Ալեքսանդրյան؛  زادهٔ ۲۹ مارس ۱۹۲۳ - درگذشته ۲۲ مارس ۱۹۸۸) یک ریاضیدان و استاد اهل ارمنستان بود.

## زندگی‌نامه
در ۲۹ مارس ۱۹۲۳ در آلکساندراپول به دنیا آمد و از دانشکده ریاضیات و مکانیک دانشگاه دولتی ایروان (1945) و دانشگاه دولتی مسکو فارغ‌التحصیل شد. وی در دانشگاه دولتی ایروان و فرهنگستان ملی علوم ارمنستان (عضو مکاتبه‌ای ۱۹۶۵، ۱۹۸۶) فعالیت می‌کرد. وی عضو فرهنگستان ملی علوم ارمنستان بود. وی همچنین برنده دانشمند شایسته ارمنستان شوروی (۱۹۷۴)، نشان برجسته افتخار، نشان جنگ میهنی (درجه دو) و جایزه دولتی اتحاد شوروی شده است. وی در ۲۲ مارس ۱۹۸۸ در سن ۶۴ سالگی در ایروان درگذشت.